# Ron Meighan
Ronald James „Ron“ Meighan (* 26. Mai 1963 in Montreal, Québec) ist ein ehemaliger kanadischer Eishockeyspieler, der im Verlauf seiner aktiven Karriere zwischen 1979 und 1984 unter anderem 48 Spiele für die Minnesota North Stars und Pittsburgh Penguins in der National Hockey League auf der Position des Verteidigers bestritten hat. Meighan, der in der ersten Runde des NHL Entry Draft 1981 ausgewählt worden war, beendete seine aktive Karriere bereits nach drei Profispielzeiten im Alter von 21 Jahren und gilt aufgrund seiner frühen Auswahl im Draft als eine der enttäuschendsten Wahlen der NHL-Geschichte.

## Karriere
Meighan begann seine Juniorenkarriere zur Saison 1979/80 bei den Niagara Falls Flyers in der Ontario Major Junior Hockey League, mit denen er ab der folgenden Spielzeit in der Ontario Hockey League auflief. Der Verteidiger entwickelte sich im Laufe von drei Jahren zu einem herausragenden Spieler auf seiner Position, und nachdem er im NHL Entry Draft 1981 in der ersten Runde an 13. Gesamtposition von den Minnesota North Stars aus der National Hockey League wurde er am Ende der Saison 1981/82 als bester Verteidiger der OHL mit der Max Kaminsky Trophy ausgezeichnet. Dabei gewann er die Wahl vor Al MacInnis, vor dem er auch im Draft des Vorjahres ausgewählt worden war und mit dem er gemeinsam im First All-Star Team der OHL stand. Für die Auszeichnung hatte Meighan unter anderem 72 Scorerpunkte in 62 Spielen gesammelt.
Seine Leistungen bescherten dem 19-Jährigen bereits am Ende der Saison 1981/82 eine Berufung in den NHL-Kader Minnesotas, wo er im restlichen Saisonverlauf sieben Partien bestritt. Im Sommer 1982 wurde er dann aber zurück in die OHL geschickt. Er wechselte innerhalb der Liga zu den North Bay Centennials, für die er zu Saisonbeginn 29 Spiele absolvierte. In der NHL wurden seine Transferrechte währenddessen Ende Oktober 1982 zu den Pittsburgh Penguins transferiert. Mit ihm wechselten zudem Anders Håkansson und Minnesotas Erstrunden-Wahlrecht im NHL Entry Draft 1983 nach Pittsburgh, während George Ferguson und Pittsburghs Erstrunden-Wahlrecht desselben Drafts nach Minnesota geschickt wurden.
Von den Pittsburgh Penguins wurde Meighan alsbald in die NHL beordert, sodass er dort im restlichen Verlauf der Spielzeit 1982/83 weitere 41 Spiele absolvierte. Da das Management der Penguins jedoch mit seiner Ausbeute von acht Punkten nicht zufrieden war, fand sich der Abwehrspieler zur Saison 1983/84 in Pittsburghs Farmteam in der American Hockey League, den Baltimore Skipjacks, wieder. Er verbrachte das gesamte Spieljahr in der AHL und kam auf 20 Scorerpunkte in 75 Einsätzen, woraufhin er seine Karriere im Alter von 21 Jahren für beendet erklärte.

## Erfolge und Auszeichnungen
- 1982 Max Kaminsky Trophy
- 1982 OHL First All-Star Team

## Karrierestatistik
(Legende zur Spielerstatistik: Sp oder GP = absolvierte Spiele; T oder G = erzielte Tore; V oder A = erzielte Assists; Pkt oder Pts = erzielte Scorerpunkte; SM oder PIM = erhaltene Strafminuten; +/− = Plus/Minus-Bilanz; PP = erzielte Überzahltore; SH = erzielte Unterzahltore; GW = erzielte Siegtore; 1 Play-downs/Relegation; Kursiv: Statistik nicht vollständig)